# Петито, Луи
Луи́ Мессидо́р Лебо́н Петито́ (фр. Louis Messidor Lebon Petitot), более известный как Луи Петито (1794, Париж — 1862, там же) — французский скульптор академического направления; сын и ученик Пьера Петито.

## Биография
После первых уроков рисунка и лепки отец Луи направил сына учиться к Франсуа Деластру, а затем к скульптору Пьеру Картелье. Поступив в 1812 году в Парижскую школу изящных искусств, Луи Петито получил в 1814 году первую Римскую премию и с 1815 по 1819 год работал во Французской академии в Риме. В 1819 году он получил золотую медаль первой степени за статую Улисса. С 1824 года это произведение находится в замке Фонтенбло.
По возвращении в Париж он снова работал с Пьером Картелье, который занимался созданием конной статуи Людовика XIV, которая должна была быть установлена в «Почётном дворе» Версаля в рамках празднования Реставрации Бурбонов; после смерти Картелье только конь памятника был отлит из бронзы. Петито успешно завершил монумент в 1817 году.
В 1822 году он завершил памятный мраморный бюст Клода де Форбена, который был выставлен в Парижском салоне 1822 года и приобретён для Версаля.
Около 1830 года Луи Петито стал зятем своего бывшего учителя Пьера Картелье, женившись на его дочери Жюли-Анжелике (1795—1842). Когда Картелье умер в 1831 году, он унаследовал дом и мастерскую последнего на бульваре Сен-Мишель.
С 1835 года Луи Петито был членом Академии изящных искусств по секции скульптуры, заменив Жана-Батиста Романа, а в 1845 году стал профессором Парижской школы изящных искусств.
В 1828 году стал кавалером ордена Почётного легиона, в августе 1850 года произведён в офицеры того же ордена.
Луи Петито скончался 1 июня 1862 года в Париже. Похоронен на кладбище Монпарнас.
Живописец и скульптор Этьен Монтаньи (1816—1895) показал в Парижском салоне 1866 года мраморный бюст Луи Петито, который затем был установлен в Конференц-зале Института Франции.

## Галерея

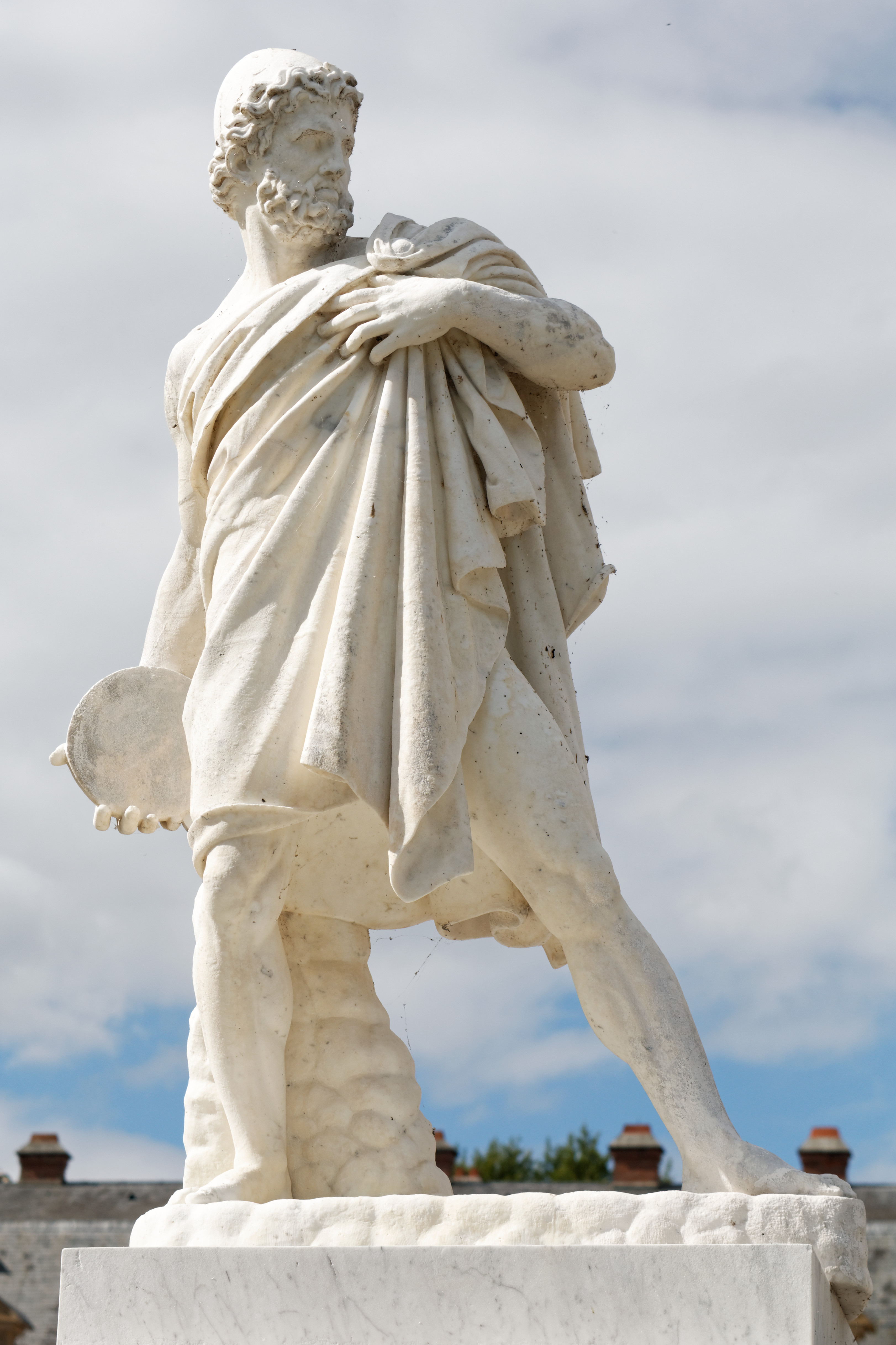
Улисс (Одиссей). 1819. Мрамор. Парк Фонтенбло
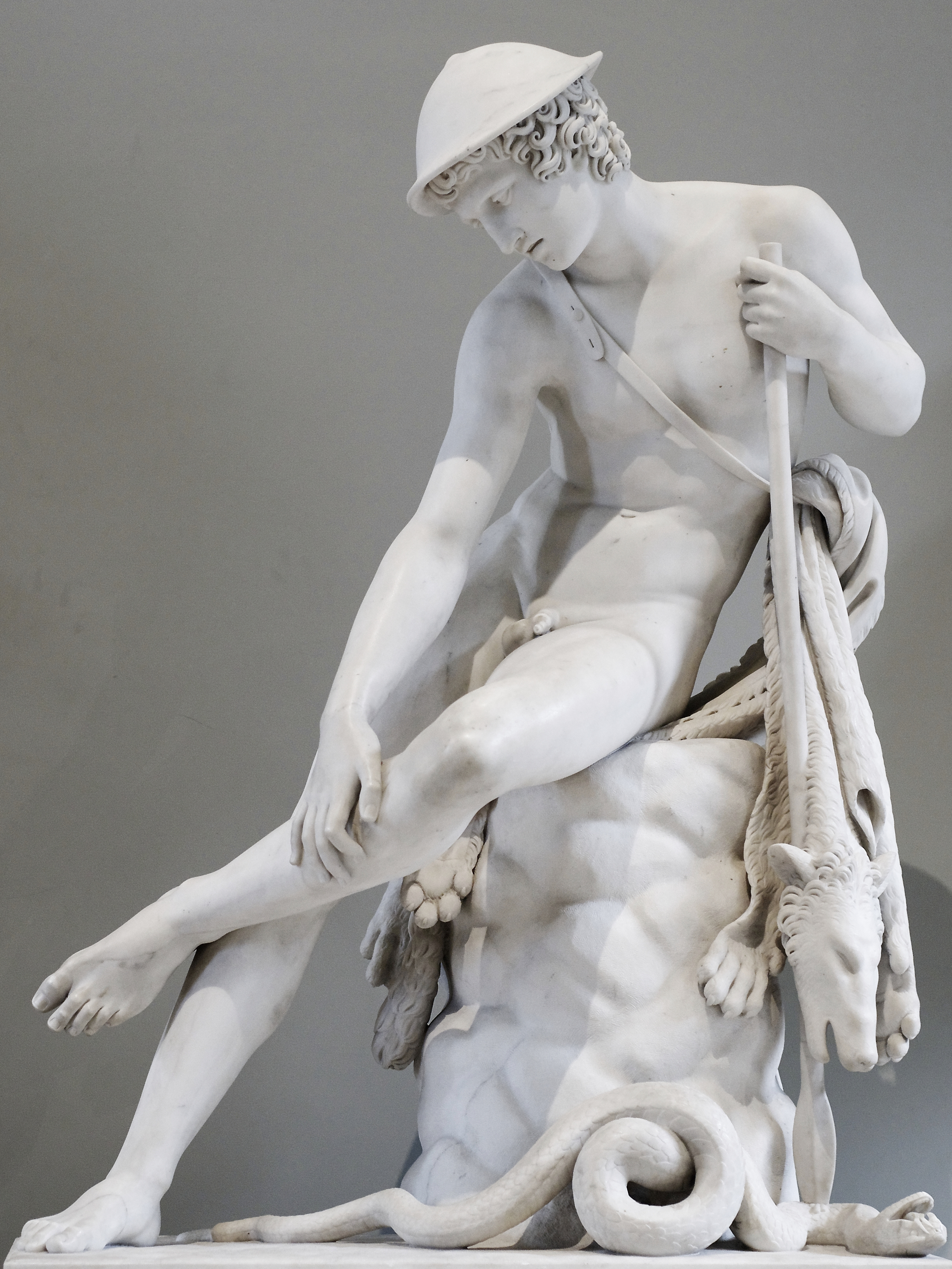
Юный охотник. 1827. Мрамор. Лувр, Париж
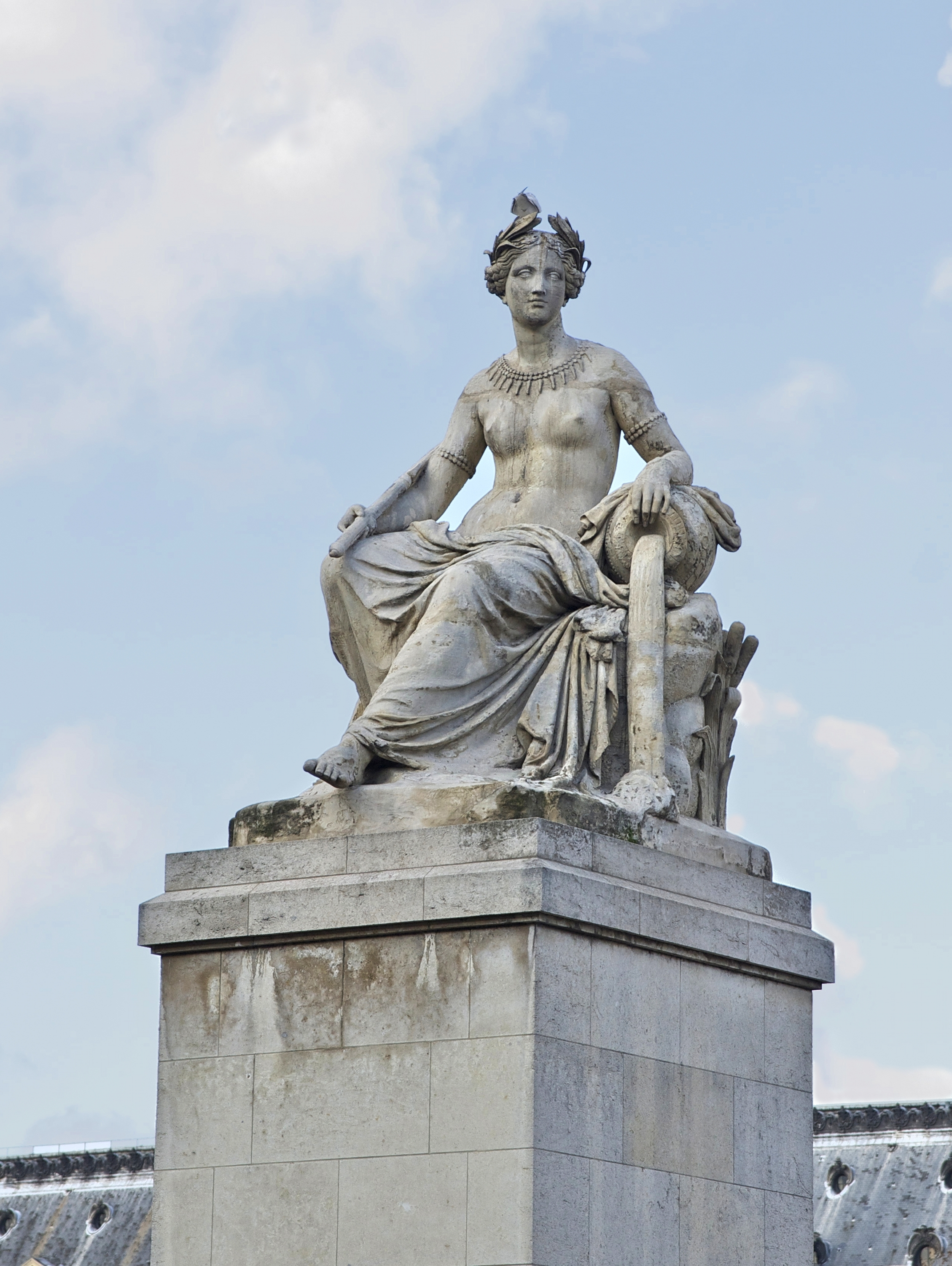
Сена. 1846. Одна из четырёх аллегорических скульптур рек на мосту Каррузель, Париж
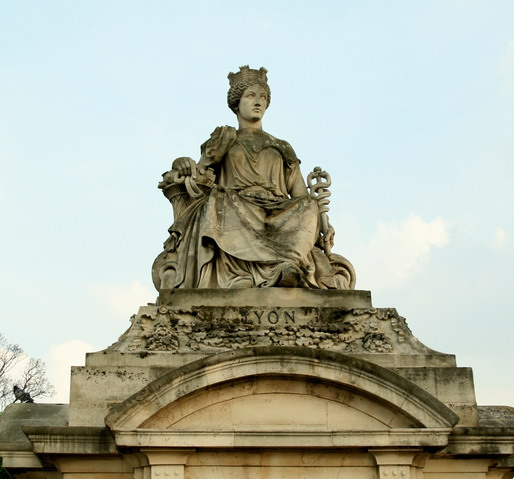
Лион. 1838. Аллегорическая скульптура на Площади Согласия, Париж
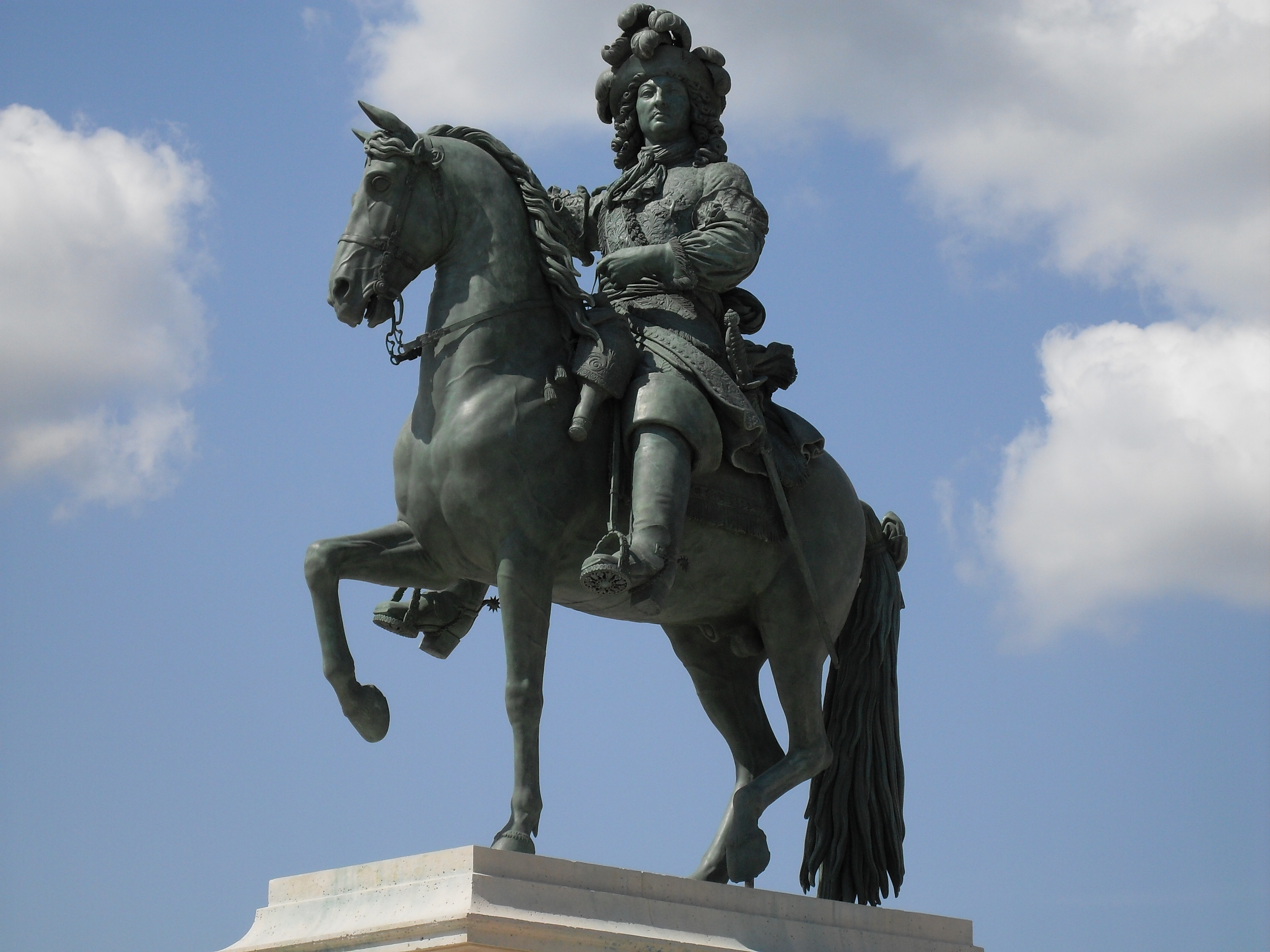
Конная статуя Людовика Великого. Версаль
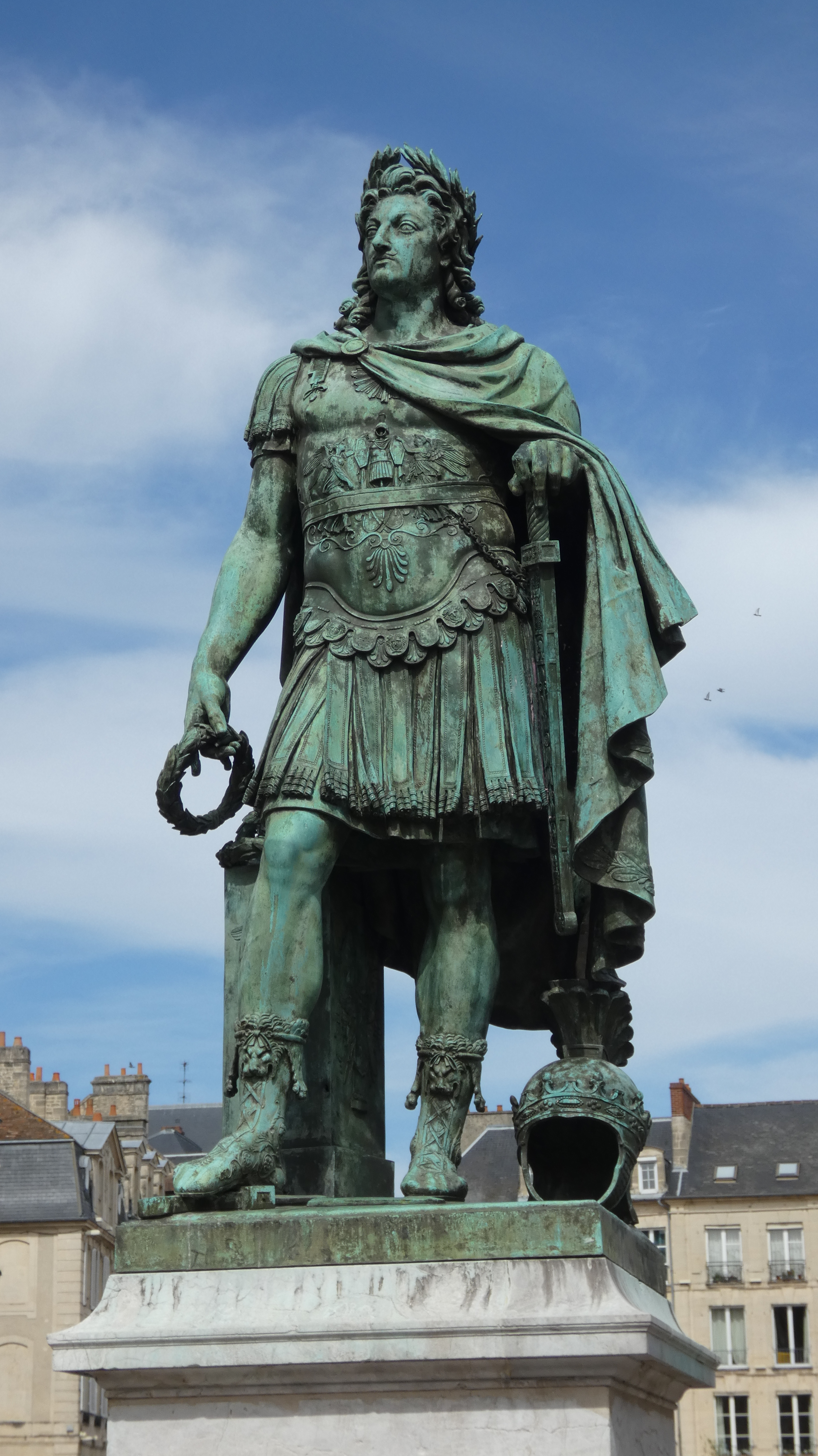
Статуя Людовика XIV. Бронза. Кан
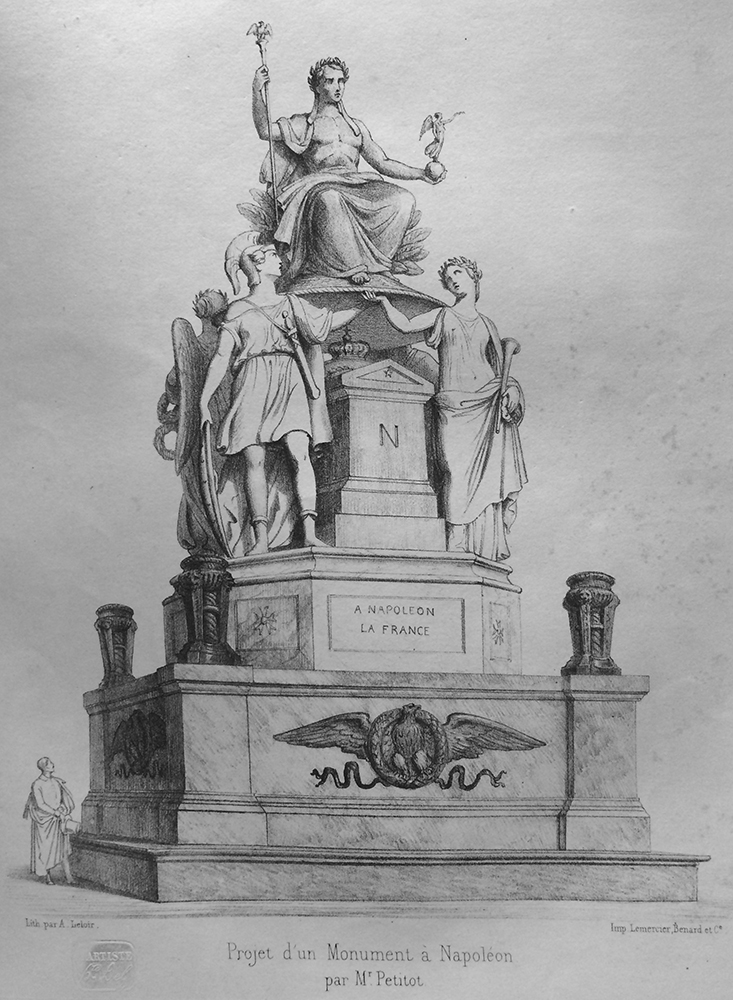
Проект памятника Наполеону. 1841
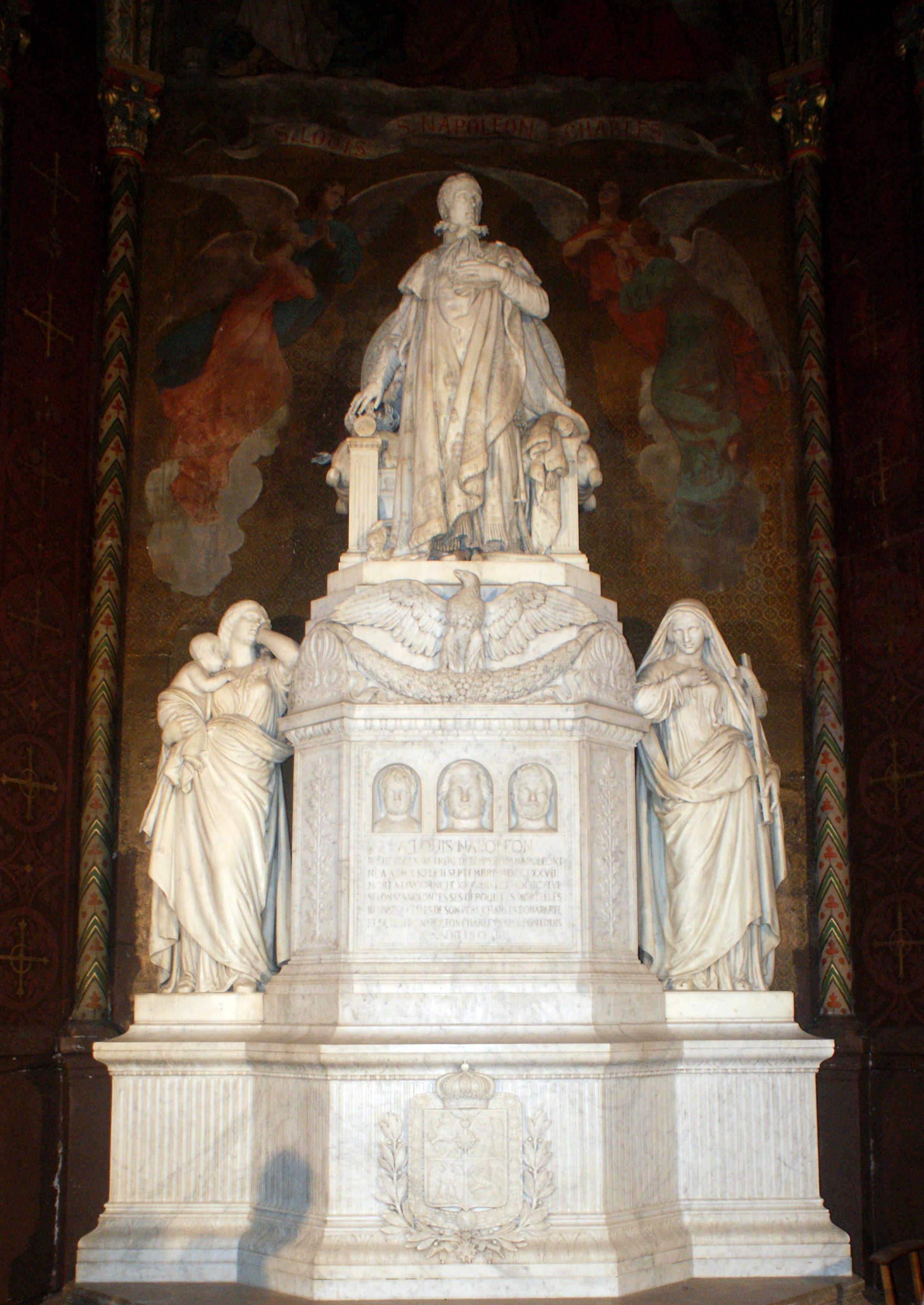
Надгробие Луи Бонапарта, короля Голландии. Церковь Сен-Лё-Сен-Жиль в Сен-Лё-ла-Форе